# Марчел Редукану
Марчел Редукану (рум. Marcel Răducanu, нар. 21 жовтня 1954, Бухарест) — румунський футболіст, що грав на позиції атакувальногопівзахисника.
Виступав за «Стяуа», «Боруссію» (Дортмунд) та «Цюрих», а також національну збірну Румунії.

## Клубна кар'єра
Народився 21 жовтня 1954 року в місті Бухарест. Вихованець футбольної школи клубу «Стяуа». Дорослу футбольну кар'єру розпочав 1972 року в основній команді того ж клубу, в якій провів дев'ять сезонів, взявши участь у 229 матчах чемпіонату. Більшість часу, проведеного у складі «Стяуа», був основним гравцем команди. У складі «Стяуа» був одним з головних бомбардирів команди, маючи середню результативність на рівні 0,41 голу за гру першості. За цей час двічі виборював титул чемпіона Румунії, ще двічі ставав володарем національного кубка, а 1980 року був названий футболістом року у країні.
Своєю грою за цю команду привернув увагу представників тренерського штабу дортмундської «Боруссії», до складу якого приєднався 1982 року. Відіграв за німецький клуб наступні шість сезонів своєї ігрової кар'єри. Граючи у складі «Боруссії» також здебільшого виходив на поле в основному складі команди.
Завершив професійну ігрову кар'єру у швейцарському «Цюриху», за команду якого виступав протягом 1988—1990 років.

## Виступи за збірну
1976 року дебютував в офіційних матчах у складі національної збірної Румунії. Протягом кар'єри у національній команді, яка тривала 6 років, провів у формі головної команди країни 21 матч, забивши 3 голи.

## Титули і досягнення

### Командні
- Чемпіон Румунії (2):

«Стяуа»: 1975-76, 1977-78
- Володар Кубка Румунії (2):

«Стяуа»: 1975-76, 1978-79

### Особисті
- Румунський футболіст року: 1980